# Menéame
Menéame es un sitio web y red social basado en la participación comunitaria en el que los usuarios registrados envían historias que los demás usuarios del sitio (registrados o no) pueden votar, promoviendo las más votadas a la página principal mediante la aplicación de un algoritmo que unifica varios parámetros en un único valor numérico que denomina internamente «karma». Al igual que Taringa! o Digg, del cual es una traducción modificada, Menéame combina marcadores sociales, el blogging y la sindicación con un sistema de publicación sin editores. En julio de 2019, el ranking Alexa Internet presentaba la página en la posición 6249 del listado mundial, y 129 del español.

## Historia
Menéame es un proyecto inspirado en Digg, aunque implementa numerosas diferencias tanto técnicas como de uso, la idea general de promoción de noticias por parte del usuario es la misma. Comenzó como una iniciativa personal de Ricardo Galli, profesor del departamento de informática de la Universidad de las Islas Baleares, y Benjamí Villoslada, que además colabora en todo lo que respecta al aspecto e imagen del sitio web y asuntos legales o financieros. El software fue desarrollado desde cero utilizando PHP, MySQL y AJAX a finales del año 2005, hecho público el 7 de diciembre de 2005 y liberado como software libre bajo la licencia Affero GPL el 12 de diciembre de 2005.
Entre las motivaciones para crear Menéame, según su autor, estuvo el darle a la blogosfera hispana una herramienta equivalente al Digg estadounidense, pero que, a diferencia de éste, fuera software libre, para que cualquiera pudiera usar el código para crear su propia versión del sitio.
Al principio, muchas de las características no estaban disponibles y el diseño era bastante rudimentario. En el contexto del auge de la web 2.0 y de la permanencia de muchos de los principales sitios web en una fase beta perpetua, en Menéame se decidió por ponerle la coletilla «peta», una forma coloquial en España de decir «está estropeado». Para el 14 de diciembre de 2005 el sistema ya podía calcular el karma de cada usuario y el 20 de diciembre de 2005 se implementó la Cola de descartadas, lugar adonde iban las noticias votadas negativamente. A partir de esos días ya se vislumbra el surgimiento de otros sitios que usan el código de menéame y que la comunidad de menéame denomina "clones". Para comienzos del año 2006 el sistema era muy popular, con cientos de usuarios enviando y votando noticias diariamente. Es entonces que comienza a verse un nuevo tipo de problema: el spam.
El 3 de enero de 2006 el sistema fue actualizado para añadir el atributo rel="nofollow" en todos los enlaces de las noticias excepto aquellas publicadas en portada (este atributo advierte a buscadores como Google que no debe seguir el enlace).
Para evitar que una cantidad excesiva de votos anónimos enviaran una noticia a portada, el 5 de enero de 2006 se implementó un límite para la cantidad de votos anónimos que puede recibir una noticia con respecto al número de votos de usuarios registrados.
Ese mismo día, fue añadida la capacidad de editar envíos de otros usuarios, siempre que se tenga un karma superior a 17 (una vez obtenida esa facultad no se perderá mientras el karma no baje de 12). Esto es útil para corregir errores ortográficos o añadir/editar las etiquetas, siempre que lo solicite el autor de la noticia.
El 16 de enero se implantó un sistema de "amigos" para permitir hacer un seguimiento a aquellos usuarios que compartan los mismos gustos o ignorar a aquellos usuarios que no quieran leer.
El 26 de enero de 2007 se agregaron metacategorías, que permiten al usuario filtrar el tipo de noticia que desea ver.
Posteriormente, en junio de 2008, Menéame cambió radicalmente su diseño (estrenando versión 3 del código), siendo un diseño más moderno y actualizado. El diseño no fue cambiado hasta julio de 2010 cuando Ricardo Galli cambió la cabecera de la web.
En 2008, recibió el premio PC Actual en la categoría Proyectos Web 2.0 Hispanos.
A comienzos de agosto de 2010, Menéame migra a la versión 4 del código, incluyendo templates para la generación del código fuente. Este cambio fue posible gracias a la colaboración de César Rodas (crodas), quien es "padre" del Haanga, sistema para la compilación de las plantillas. El Haanga fue liberado por el propio César Rodas, como proyecto independiente a Menéame.
Desde septiembre de ese año, el sistema obliga al usuario a leer el enlace de la noticia antes de votar, intentando fomentar, según Galli, la lectura de las fuentes antes del voto para la promoción. Aprovechan la novedad, para incluir un contador de clics.
Poco después, se volvió a cambiar la cabecera, incluyendo una barra negra junto con el habitual naranja. Este último cambio, fue bien acogido por la comunidad.
En febrero de 2016, el fundador y director del agregador, Ricardo Galli, anuncia su salida de la empresa por motivos profesionales. En ese momento la dirección la asumen de forma solidaria Remo Domingo, director de la consultora iAsesoría y responsable financiero de Menéame en los últimos años, y Daniel Seijo, fundador de la publicación especializada DiarioMotor y la sociedad de inversiones Civeta Investment SA, que asume el rol de consejero delegado. Así, el inversor Martín Varsavsky continúa como máximo inversor de la compañía, mientras que por debajo se sitúan Domingo, Seijo y Benjamí Villoslada.
Entre las iniciativas de la nueva dirección se encuentra la propuesta de publicidad nativa para intentar mejorar la facturación de la compañía que en 2015 se sitúo en torno a los 100.000 euros.

## Logotipo
Como curiosidad, Ricardo Galli desveló en una entrevista el origen y desarrollo del elefante "Eli" que preside y es imagen de meneame. En dicha entrevista Ricardo asegura que se buscaba una imagen de algún animal al estilo "Tux" con Linux y el resultado fue un elefante. Más tarde, junto a Benjamín se mejoró el elefante y se basó en un libro de cuentos infantiles. También asegura que él siempre ha dicho que el nombre se lo debe a una amiga suya, pero esto solo lo dice "para quedar bien" como él mismo afirma.
En abril de 2012, se cambió el logo por el de un elefante abatido, tras la caída del rey de España Juan Carlos I en Botsuana. Este cambio duró una semana.

### Inversores
El capital de Menéame pertenecía inicialmente a sus dos socios fundadores. El 2 de noviembre de 2006 se anuncia la compra por parte de Martín Varsavsky, creador de Jazztel, Ya.com y FON, del 10% del capital de Menéame. La venta tuvo una amplia repercusión en los medios y fue aceptada de forma mayormente positiva por los usuarios de Menéame, quienes temían que la participación de Varsavsky fuera a cambiar la naturaleza del sitio.
Hacia fines del 2007 los fundadores del sitio ofrecieron a Varsavsky la ampliación de su participación hasta alcanzar el 33%, opción que fue hecha efectiva. De esta manera el capital está repartido en partes iguales entre los 3 socios.

## Funcionamiento
Cuando un usuario de Menéame envía una noticia, esta pasa a una sección especial denominada Cola de pendientes visible para todos los usuarios y desde donde será votada por estos. Tanto los registrados como los anónimos pueden votar las noticias, pero solo los registrados pueden votarlas negativamente y comentarlas.
Cada usuario posee (basándose en su actividad pasada en el sitio) un número del 0 al 20 denominado karma. Este karma se gana o se pierde según un algoritmo. El karma de todos los usuarios que votan una determinada noticia es sumado para obtener el karma acumulado por la misma. Las noticias que superan el karma mínimo requerido son publicadas en la portada. El objetivo del karma en los usuarios es dar más peso a los votos de aquellos que tienen mayor instinto para buscar noticias populares entre los demás usuarios, lo que teóricamente aceleraría el proceso de selección de noticias sin desvirtuar el sistema. El algoritmo de karma ha sufrido constantes modificaciones y mejoras para optimizar su funcionamiento.
Los usuarios registrados tienen la opción de reportar una noticia con problemas, lo cual es considerado como un "voto negativo". Actualmente una noticia puede calificarse de:
- Irrelevante: Destinado originalmente a aquellas noticias de escaso nivel informativo o de poca relevancia general.
- Antigua: Pensado para aquellas noticias que suceden en un momento determinado en el tiempo pero que se envían con cierto retraso (por ejemplo, una noticia sobre un evento deportivo de 2 semanas de antigüedad)
- Cansina: Originalmente ideado para aquellas noticias que, sin ser duplicadas, insisten sobre un mismo tema.
- Sensacionalista: Para noticias que sólo buscan llamar la atención, sin ninguna intención de informar.
- Spam: La idea de este voto es la de penalizar no solo los envíos claramente comerciales, sino también las actividades de autopromoción. Inicialmente se llamaba "Autobombo".
- Duplicada: Para noticias que tratan sobre un mismo tema, independientemente de que provengan de distintos sitios.
- Microblogging: Noticias distorsionadas por el que envía la noticia poniendo un titular y/o una entradilla que no corresponde con la noticia enviada.
- Errónea: Noticia cuyo título o descripción no corresponden con el sitio enlazado.
- Copia/Plagio: Este tipo de voto fue pensado para aquellas noticias o sitios que obtienen su contenido copiando literalmente de otros, sin citar la fuente. Las traducciones, por otro lado, no serían susceptibles de recibir este voto.

Si esta acumula cierto número de votos negativos (número que depende de la cantidad de votos positivos) el sistema la lleva a una cola especial llamada "Cola de descartadas", donde los usuarios pueden seguir comentándola y votándola, y desde donde incluso (si otros usuarios la votan) puede regresar a la "Cola de pendientes". La función de la cola de descartadas es la de hacer espacio para noticias que puedan resultar más interesantes para los usuarios del sitio.
Es posible enviar un trackback a cada noticia, de esta forma los weblogs que hagan referencia a la historia en menéame pueden dar a conocer sus apuntes y colaborar en la discusión. De igual forma, cuando un usuario envía una noticia, el sistema intenta enviar un trackback a la historia que se enlaza, lo que permite a los bloggers saber cuando alguien los ha "meneado".
Además de las colas de Pendientes y Descartadas, Menéame cuenta con varias herramientas que permiten un mayor seguimiento de las noticias y de la actividad en el sitio:

### Fisgona
La fisgona es una página de visualización de eventos en tiempo real similar al Spy de Digg. Esta página se puso en línea el 5 de febrero de 2006 con el nombre de "Fisgón" (y fue luego renombrada como "Fisgona"). A diferencia del Spy, además de poder visualizar los eventos del sitio, como votos negativos, positivos, publicaciones y descartes, cuenta también con un chat que permite una comunicación básica entre usuarios, así como filtros para los eventos (se puede elegir que tipo de eventos son visualizados) y los usuarios (se puede escoger ver los mensajes y eventos sólo de las personas agregadas como "amigos" en el perfil del usuario).
También existe una versión llamada "Telnet", que emula un terminal y que fue concebido para poder acceder a la Fisgona desde el trabajo, una versión llamada "Hoygan" para poder acceder a la información de la fisgona con ortografía Hoygan, y una versión que permite acceder a esa información con caracteres que emulan la escritura al revés. También es posible acceder a la Fisgona desde un cliente de mensajería compatible con el protocolo XMPP.

### Geolocalización
A partir del 2 de julio del 2007 fue posible geo-localizar las noticias de Menéame. Esto ha dado lugar a dos nuevas herramientas, el Mapa, donde puede verse la localización de las noticias de las últimas 24 h del sitio y Geovisión, que permite ver en el mapa la actividad de los usuarios de Menéame (similar a la Fisgona), ubicados por la posición geográfica que cada usuario tiene en el perfil. El Geovisión se inspiró en una herramienta similar creada para Twitter llamada Twittervision Archivado el 11 de abril de 2008 en Wayback Machine..

### Nótame
El Nótame es una aplicación de mini-apuntes, similar en concepto a Twitter, que se puso en el sitio el 24 de febrero de 2007. Pensado para agregar pequeñas notas y comentarios relativos al sitio, los usuarios o las noticias, puede accederse a él no solo desde la web sino también desde un programa de mensajería instantánea que utilice el protocolo XMPP. Para ello el usuario debe introducir su nombre de usuario XMPP.

### Control de envíos y spam
Uno de los principales problemas del sitio es el de la cantidad de spam que recibe. Además de los controles de envíos por usuario, la regulación por karma y las limitaciones a los usuarios anónimos, el sitio cuenta con una gran cantidad de mecanismos destinados a evitar el uso del sitio con fines de autopromoción o publicitarios, así como también para evitar el astroturfing.
Uno de esos mecanismos es llamado entropía. La entropía es un índice aplicado a cada usuario que evalúa la diversidad de las fuentes enviadas al sitio. Cuanto menor sea el número de fuentes (es decir, cuanto más provengan las noticias enviadas de un mismo sitio), menor será la entropía. Este mecanismo permite detectar rápidamente aquellos usuarios que, intencionada o inadvertidamente, buscan la autopromoción o la promoción de un sitio en concreto.
Asimismo, el sitio registra las IP desde las que los usuarios acceden al sitio y aplica restricciones cuando los votos a una misma noticia provienen de una gran cantidad de usuarios de una misma IP. Este mecanismo sufre constantes ajustes para contemplar las IP compartidas por empresas e instituciones.

## Efecto Menéame
Se conoce de esta forma al fenómeno que se produce cuando una noticia que, por el hecho de llegar a la portada del sitio, recibe un incremento en el número de visitas, llegando a bloquear el sitio enlazado en la noticia, de la misma forma que sucede en los sitios slashdot y barrapunto.

## Menéame y el resto de la web
Se le considera parte de la web 2.0 y se inspira en el estilo de Digg. A diferencia de este último, menéame es software libre, publicado bajo licencia Affero GPL, lo que ha supuesto el nacimiento de diversos clones sobre distintos temas y en distintos idiomas.

### Clones
Entre estos clones, muchos de los cuales están recogidos en una lista en el wiki del sitio, están las versiones en las distintas lenguas que se hablan en España: en catalán existe La Tafanera desde 2006  (cerrada), en gallego, Chuza!  y en euskera, Zabaldu  (cerrada) y mediatize desde el segundo BANDAY de 2016 .

### Atízame
Atízame  fue un videopodcast nacido el 13 de enero de 2010. Este webshow semanal de menéame mostraba las noticias destacadas de la semana en vídeos con licencia Creative Commons 3.0. Actualmente se encuentra en desuso.

## Críticas y controversias
Las quejas de muchos usuarios afirman que el sistema de promoción de noticias no cumple con su misión, porque las noticias más votadas son las más sensacionalistas. Los votos negativos recibidos en comentarios propios y en noticias enviadas se traducen en una progresiva pérdida del karma y posterior pérdida del derecho a escribir comentarios o enviar noticias.
Para contrarrestar algunas de estas críticas se ha aplicado, por un lado, una política de full disclosure, es decir, la divulgación completa de la actividad de los usuarios, incluyendo sus votos negativos. Dentro de esta política se incluyen también las estadísticas del sitio.
Por otra parte se ha puesto en marcha una penalización para el llamado voto injusto, orientado a controlar a quienes abusaban de los votos negativos a comentarios. De todas maneras, el "voto injusto" también ha sido criticado, aunque aún permanece como herramienta de control del sistema.
Otro gran agujero con el que cuenta Menéame es la polémica sobre clones. Si 2 usuarios envían varias noticias de un mismo sitio web, automáticamente, el portal penaliza con 60 días a dicha web y nadie más podrá enviar noticias referentees al sitio. Este tipo de situaciones se suele dar en grandes empresas donde sus empleados utilizan la misma dirección IP de salida. [cita requerida]

### Incidente con activistas del PSOE
El 4 de enero de 2008, Ricardo Galli comenta en un apunte del blog oficial del sitio que, según su opinión, algunos afiliados al PSOE estaban intentando promocionar noticias dentro del sitio, violando la norma del sitio que prohíbe el astroturfing. Esta presunta actividad irregular provocó la anulación de algunas cuentas y la veda de algunos sitios relacionados con los incidentes.
El 23 de enero del mismo año se confirmó[cita requerida] el intento de algunos partidarios del PSOE de intentar promocionar noticias dentro del sitio y responde a algunas acusaciones dadas desde sitios relacionados con el incidente. Finalmente, el 24 de enero Galli desveló en su blog el nombre y correo de algunos de los usuarios que habían participado presuntamente en el astroturfing. A partir de ese momento el incidente parece resolverse y no reporta más actuaciones irregulares en el sitio. El incidente fue ampliamente mencionado en distintos medios.

### Caso Genbeta y ataques DDoS
- El 7 de febrero de 2008 comienzan a recibirse en Menéame.net ataques de tipo DDoS, que ralentizan el sitio.[52] Los ataques, que en un principio se adjudican a un problema de red, luego son identificados como un ataque masivo desde diversas redes de ordenadores, y se intensifican a medida que avanzan las horas.[53] La motivación del ataque parece estar relacionada con una nota publicada en Genbeta,[54] que denuncia un servicio de identificación de no admitidos en MSN Messenger y que había sido enviada ese mismo día a Menéame.[55]
- El 8 de febrero Menéame consigue estabilizarse y comienzan a recabar información sobre el origen del ataque y todos los datos posibles sobre sus autores.[52]
- El 9 de febrero reciben un correo explicando las supuestas motivaciones, que luego se identifica como un intento de los agresores de distraer la atención y ganar tiempo.[52]
- A partir de ese momento se suceden desde Menéame una serie de envíos y actualizaciones de apuntes en el blog oficial haciendo públicos los datos que se van recopilando sobre el ataque y los atacantes.[56][57][58]
- El 10 de febrero tanto Menéame como Genbeta ya tienen controlados los ataques, a pesar de que los mismos persisten. Mientras tanto se sigue recopilando información sobre los autores, que parecen estar en Argentina.[53]
- El 18 de febrero uno de los supuestos implicados en el ataque concede una entrevista a un blog y declara su inocencia en el asunto.[59]
- El 19 de febrero se inician nuevos ataques, esta vez sobre el blog personal de Ricardo Galli en Wordpress[60] y que además afectan al resto de los usuarios del sitio.[61] A los pocos minutos los administradores del sitio consiguen estabilizar el sitio. El sitio de Ricardo Galli se restablece, pero sin su dominio personal.
- Por último, el 23 de febrero se presenta una denuncia formal ante la Guardia Civil con todos los datos recopilados durante los ataques.[62] También existe una denuncia similar en Argentina y Automattic (empresa creadora de Wordpress) manifestó su intención de hacer lo propio ante el FBI. Desde ese momento no se han registrado ataques DDoS a gran escala en el sitio.

El asunto puso de manifiesto las amenazas a la libertad de expresión que significan este tipo de ataques y encontró gran repercusión en los medios de comunicación tradicionales tanto en España como en Argentina.

### Ban Day
- El día 29 de abril de 2009, el usuario me_meneo_pensando_en_ti publica una noticia que es descartada manualmente por alguno de los administradores del sitio acusado de no cumplir con las normas (microblogging).[67]

- El día 30 de abril de 2009, dicho usuario es baneado tras una discusión con los administradores sobre las reglas del sitio y su aplicación por conveniencia o amiguismo.[68][69]

- Como consecuencia del baneo, apareció en portada una noticia del blog del usuario baneado dónde éste exponía sus argumentos.[70]

- En uno de los comentarios de la noticia, otro usuario escribió una lista de los usuarios que habían votado negativo la propia noticia, información pública y totalmente accesible.[71]

- Después de la publicación de la lista, dicho usuario fue también baneado por los administradores, puesto que hacer ese tipo de cosas se considera acoso a los usuarios y una falta de respeto a sus votos.[72]

- Durante todo el día, se enviaron multitud de noticias criticando el sistema de Menéame, saturando la portada del sitio. Cientos de usuarios publicaron la lista a modo de protesta y en solidaridad con los caídos en los comentarios de muchas noticias, siendo baneados también por los administradores. Es en este momento cuando los propios usuarios, en tono sarcástico, denominaron el movimiento como "Ban Day" (juego de palabras con el nombre de la empresa Bandai).[73] Muchos usuarios recuerdan que son ellos los que generan el contenido del sitio y que no aceptarán imposiciones. Otros tantos apoyan las decisiones de los administradores.

- Tras el revuelo causado en el sitio, Ricardo Galli, el administrador principal, rectifica y readmite a todos los que han sido baneados por publicar la famosa lista.[74] En total, 460 usuarios fueron readmitidos, aunque muchos posteriormente se dieron de baja voluntariamente.[cita requerida]

### Menéame caído
El 6 de agosto de 2011, la caída de un rayo en un centro de datos de Amazon provocó la caída de varias páginas web almacenadas en él, una de ellas, Menéame. Una serie de complicaciones hicieron que el periodo de inactividad alcanzara los tres días.